# Episodi di Ultima traccia: Berlino (ottava stagione)
La ottava stagione della serie televisiva Ultima traccia: Berlino, composta da 12 episodi, è stata trasmessa sul canale tedesco ZDF dal 1 marzo al 24 maggio 2019.
In Italia, la stagione è inedita.
| nº | Titolo originale  | Titolo italiano | Prima TV Germania | Prima TV Italia |
| -- | ----------------- | --------------- | ----------------- | --------------- |
| 1  | Sommersonnenwende |                 | 1º marzo 2019     |                 |
| 2  | Unmündig          |                 | 8 marzo 2019      |                 |
| 3  | Bonuszahlung      |                 | 15 marzo 2019     |                 |
| 4  | Sternenkind       |                 | 22 marzo 2019     |                 |
| 5  | Übergang          |                 | 29 marzo 2019     |                 |
| 6  | Freigang          |                 | 5 aprile 2019     |                 |
| 7  | Dilemma           |                 | 12 aprile 2018    |                 |
| 8  | Uniformträger     |                 | 26 aprile 2018    |                 |
| 9  | Happy Birthday    |                 | 3 maggio 2019     |                 |
| 10 | Todesspiel        |                 | 10 maggio 2019    |                 |
| 11 | Familienbande     |                 | 17 maggio 2019    |                 |
| 12 | Vatergefühle      |                 | 24 maggio 2019    |                 |